# Alice Wegmann
Alice Wegmann, född 3 november 1995, är en brasiliansk skådespelare.
Wegmann har bland annat medverkat i TV-serierna A Lei do Amor och Senna.

## Filmografi (i urval)
- 2016–2017 – A Lei do Amor (TV-serie)
- 2024 – Senna (TV-serie)